# Hansjürgen Verweyen
Hansjürgen Verweyen (* 15. Februar 1936 in Bonn; † 16. Januar 2023 in Freiburg im Breisgau) war ein deutscher Fundamentaltheologe und Lehrstuhlinhaber.

## Leben
Hansjürgen Verweyen studierte katholische Theologie, Philosophie und Germanistik. 1967 wurde er mit einer von Joseph Ratzinger betreuten Dissertation über Ontologische Voraussetzungen des Glaubensaktes zum Dr. theol. promoviert. 1974 habilitierte er sich in Philosophie bei Nikolaus Lobkowicz in München mit der Arbeit Recht und Sittlichkeit in J.G. Fichtes Gesellschaftslehre. Von 1967 bis 1970 und von 1972 bis 1975 lehrte er systematisch-historische Theologie als Assistant Professor an der University of Notre Dame, Indiana.
Von 1975 bis 1984 war Verweyen ordentlicher Professor für Theologie und ihre Didaktik an der Universität/Gesamthochschule Essen. Von 1984 bis 2004 hatte er den Lehrstuhl für Fundamentaltheologie in Freiburg im Breisgau inne.
Verweyens umfangreiches Werk setzt sich mit verschiedenen Aspekten eines rational verantworteten Glaubens auseinander:
- Glaubensverantwortung vor der historischen und philosophischen Vernunft
- Unbedingtheitsannahmen (vgl. Letztbegründung) in Ethik und Religion im Spannungsfeld von Pluralismus und Fundamentalismus
- Verhältnis von Exegese und Fundamentaltheologie
- Sinn und Grund des Glaubens an die Auferstehung
- Edition, Übersetzung und Kommentierung von Werken Anselms von Canterbury, Johann Gottlieb Fichtes und Maurice Blondels

Hansjürgen Verweyen, der als einer der wichtigsten Theologen in der Zeit nach dem Zweiten Vatikanischen Konzil galt, starb am 16. Januar 2023 im Alter von 86 Jahren in Freiburg im Breisgau. Hansjürgen Verweyen hat mit seiner Ehefrau Ingrid Verweyen geb. Ernst (* 3. Oktober 1940) vier Kinder.

## Schriften
- Ontologische Voraussetzungen des Glaubensaktes. Patmos, Düsseldorf 1969 (online); zugleich Theologische Dissertation Tübingen 1967.
- Recht und Sittlichkeit in J. G. Fichtes Gesellschaftslehre. Alber, Freiburg/München 1975.
- Christologische Brennpunkte. Ludgerus, Essen 1977, ISBN 3-87497-123-6 2. Aufl. 1985 (PDF; 8,61 MB).
- Nach Gott fragen. Anselms Gottesbegriff als Anleitung (= Christliche Strukturen in der modernen Welt. Band 23). Ludgerus, Essen 1978 (online).
- Ehe heute. 1981.
- Anselm von Canterbury: Wahrheit und Freiheit. 1982.
- Gottes letztes Wort. Grundriß der Fundamentaltheologie. Patmos, Düsseldorf 1991; 3., vollständig überarbeitete Auflage Pustet, Regensburg 2000, ISBN 3-7917-1692-1 (online (1. Auflage)).
- als Herausgeber: Osterglaube ohne Auferstehung? Diskussion mit Gerd Lüdemann (= Quaestiones disputatae. Band 155). Herder, Freiburg 1995, ISBN 3-451-02155-2.
- mit Albert Raffelt: Karl Rahner (= Beck’sche Reihe. Band 541: Denker). Beck, München 1997, ISBN 3-406-41941-0.
  - italienische Ausgabe: Leggere Karl Rahner. Queriniana, Brescia 2004, ISBN 88-399-0801-3.
- Botschaft eines Toten? Den Glauben rational verantworten. Pustet, Regensburg 1997, ISBN 3-7917-1568-2.
- Theologie im Zeichen der schwachen Vernunft. Pustet, Regensburg 2000, ISBN 3-7917-1691-3.
- Warum Sakramente? Pustet, Regensburg 2001, ISBN 3-7917-1762-6.
- Philosophie und Theologie. Vom Mythos zum Logos zum Mythos. Wissenschaftliche Buchgesellschaft, Darmstadt 2005, ISBN 3-534-15616-1.
- Joseph Ratzinger – Benedikt XVI. Die Entwicklung seines Denkens. Primus, Darmstadt 2007, ISBN 978-3-89678-587-9.
- Anselm von Canterbury 1033–1109. Denker, Beter, Erzbischof. Pustet, Regensburg 2009, ISBN 978-3-7917-2205-4.
- Einführung in die Fundamentaltheologie (in der Reihe Einführung Theologie). Wissenschaftliche Buchgesellschaft, Darmstadt 2008, ISBN 978-3-534-20521-9.
- Ein unbekannter Ratzinger. Die Habilitationsschrift von 1955 als Schlüssel zu seiner Theologie. Pustet, Regensburg 2010, ISBN 978-3-7917-2286-3.
- Der Gekreuzigte als Weltenrichter. Zum Tympanon im Freiburger Münsterturm. Kunstverlag Josef Fink, Lindenberg 2013, ISBN 978-3-89870-840-1.
- Menschsein neu buchstabieren. Vom Nutzen der philosophischen und historischen Kritik für den Glauben. Pustet, Regensburg 2016, ISBN 978-3-7917-2772-1.
- War das Wort BEI Gott? Zur Soteriologie des Johannesevangeliums. Pustet, Regensburg 2019, ISBN 978-3-7917-3060-8.